# Las Cavenes
Las Cavenes es un conjunto arqueológico, localizado en el municipio de El Cabaco (Salamanca, España), en el pie de monte de la sierra de Francia, al suroeste de la provincia de Salamanca.

## Descripción

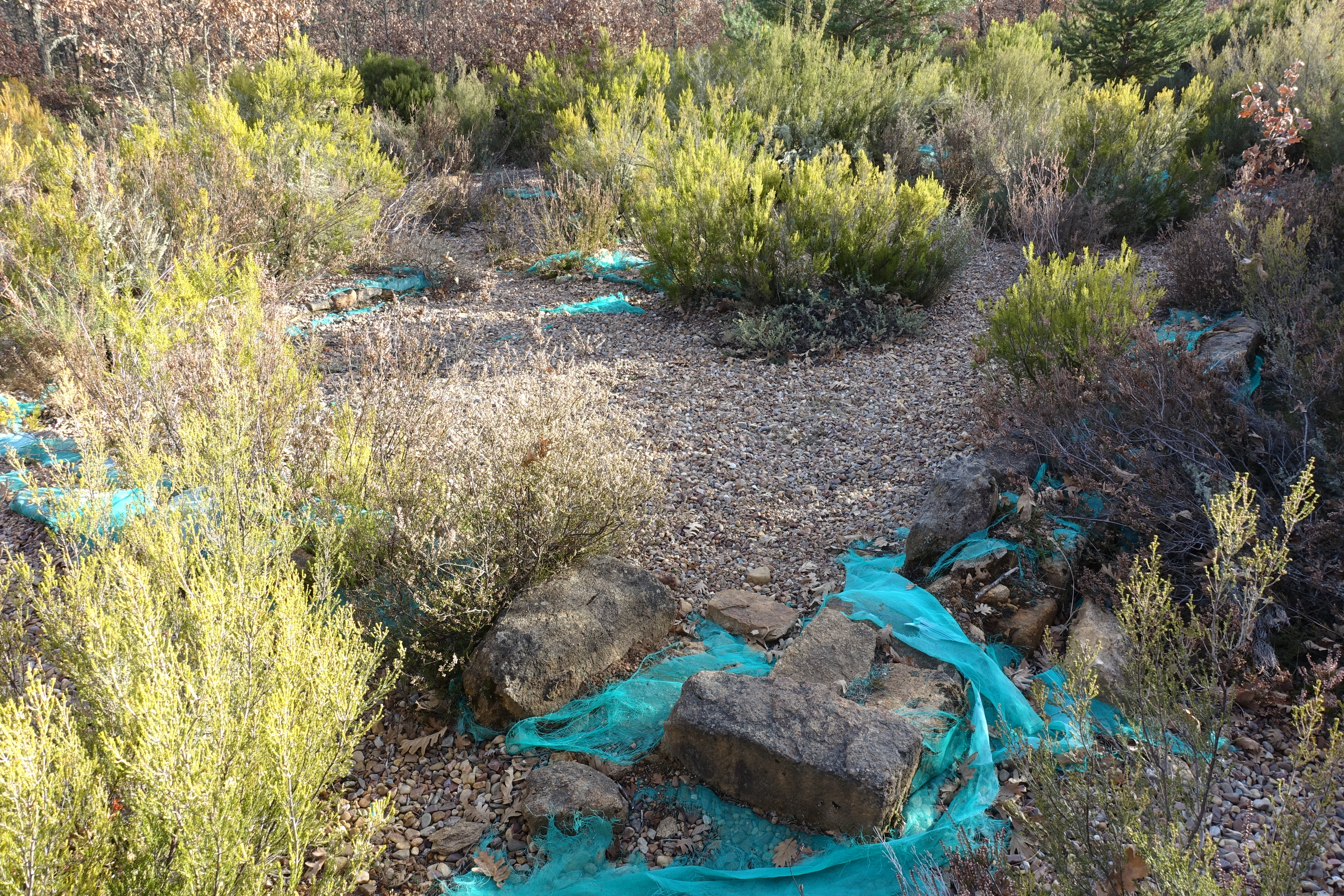
Restos del asentamiento romano

El conjunto que conforma esta zona arqueológica está constituido por las estructuras resultantes de la explotación aurífera romana, y el asentamiento humano relacionado con ella, conocido como «Fuente de la Mora», fechable entre la primera mitad del siglo I y finales del siglo II, conservado de forma excepcional por la fosilización del paisaje. Su explotación se encuentra vinculada a la reorganización del territorio de Lusitania septentrional, iniciada por Augusto, de forma paralela a la reestructuración provincial de Hispania. 
La técnica de explotación empleada en Las Cavenes fue el sistema selectivo conocido como «series de surcos convergentes». El procedimiento consistía en remover y lavar de forma exhaustiva y sistemática el conglomerado, utilizando el agua como agente erosivo y extractor. El agua era arrojada desde los canales emisarios o de explotación sobre surcos que se trazan en el suelo y que van erosionando sucesivamente el conglomerado aurífero y acarreándolo en forma de lodos hacia los canales de lavado o "agogae" donde quedaría depositado el oro. Las estructuras resultantes de este procedimiento de extracción del oro pueden clasificarse en tres grandes grupos, la red hidráulica, los desmontes o vaciados mineros resultantes del proceso de extracción del mineral aurífero y las zonas de evacuación y acumulación de los estériles resultantes. 
La red hidráulica está formada por canales y depósitos que aportan y regulan el agua necesaria para la explotación, ya que el agua es utilizada sucesivamente para deshacer, arrastrar, lavar y evacuar los estériles del conglomerado aurífero. En Las Cavenes se han distinguido los siguientes tipos de canalizaciones y zonas de embalsamiento: 
1. Canales de abastecimiento, o "corrugi", que son los que generan una nueva red hidráulica, parten desde la propia captación de agua (arroyos en las faldas de la Peña de Francia) o desde los depósitos reguladores y desembocan en sectores de explotación, generalmente con sus correspondientes depósitos.
2. Los depósitos de agua, "piscinae" o "stagna", que actúan como reguladores de la corriente suministrada por los canales de abastecimiento y envían el agua a los diferentes frentes de laboreo.
3. Los canales emisarios o de explotación, "emissaria", que desde los depósitos desembocan en los frentes de explotación.

Los desmontes o vaciados mineros producidos sobre el yacimiento, que constituyen la mina de oro propiamente dicha, es decir, la zona concreta de extracción del oro, están delimitados en su cabecera por los frentes de explotación, que marcan la extensión máxima de la mina, y por los canales de lavado en la parte opuesta, marcando el fin del desmonte. Aunque estos últimos no se han conservado, sí se puede identificar el final de las zonas de extracción gracias al estrechamiento que comúnmente marca el inicio del canal de evacuación de estériles. 
La superficie interna de todas las labores muestra hileras de cantos rodados que testimonian la separación de los estériles más gruesos antes de la posición que ocuparía el canal de lavado. A una escala más amplia, se puede comprobar la convergencia de todos los surcos hacia un mismo punto y la formación a partir de él de las colas de lavado o conos de deyección donde se acumulaban los estériles más finos. 
El avance de la mina exigía poder evacuar permanentemente la gran mayoría del material estéril fuera del yacimiento, de forma que el posible frente de explotación quedase siempre limpio y libre para la extracción. Esto se conseguía mediante la excavación de unos canales de evacuación por donde se hacía salir casi todo el material removido, una vez lavado y recogido todo el oro que contenía. Solamente el material más grueso y pesado quedaba depositado en el interior de la labor minera. Cada labor daba lugar a una acumulación de estériles y el mayor o menor encajonamiento de las vaguadas donde se concentraron hizo que los conos de deyección fueran más o menos difusos o nítidos.

## Instalaciones
El «Centro de Interpretación de la Minería Romana del Oro», situado en El Cabaco pretende acercar a sus visitantes a las técnicas y características de las explotaciones auríferas que los romanos practicaron en el área conocida como Las Cavenes y sus alrededores durante los primeros siglos de nuestra era.
El centro fue inaugurado el 23 de junio de 2002 y sus instalaciones se encuentran situadas en la Dehesa (junto al merendero) en el kilómetro 56,200 de la carretera SA-220. Para su acceso, tras dirigirnos a la localidad de El Cabaco, se ha de tomar la dirección hacia El Maíllo/Ciudad Rodrigo, para posteriormente (unos 200 metros), acceder al centro de interpretación desde la carretera y siguiendo la indicación del “camping Las Cavenes”. Esta instalación es además, la entrada norte al parque natural de Las Batuecas-Sierra de Francia.
Dispone de varias salas temáticas dedicadas al oro, la romanización, los sistemas de explotación romana, la explotación en Las Cavenes y un aula-laboratorio, entre otras instalaciones. En su interior se encuentran paneles explicativos, gráficos, maquetas, audiovisuales, reproducciones de objetos arqueológicos, etc. que muestran la historia de la obtención y utilización del oro desde la Prehistoria, así como las huellas que este proceso fue dejando en el paisaje cercano.

## Nota
- Este artículo incluye contenido derivado de una disposición relativa al proceso de protección, incoación o declaración de un bien cultural o natural publicada en el BOE n.º 164 el 10 de julio de 2002 (texto), el cual está libre de restricciones conocidas en virtud del derecho de autor de conformidad con lo dispuesto en el artículo 13 de la Ley de Propiedad Intelectual española.